# Soto Cano Air Base
Soto Cano Air Base är en flygbas i Honduras.   Den ligger i departementet Departamento de Comayagua, i den sydvästra delen av landet, 60 km nordväst om huvudstaden Tegucigalpa. Soto Cano Air Base ligger 628 meter över havet.
Terrängen runt Soto Cano Air Base är platt åt sydväst, men åt nordost är den kuperad. Runt Soto Cano Air Base är det ganska tätbefolkat, med 90 invånare per kvadratkilometer. Närmaste större samhälle är Comayagua, 7,9 km norr om Soto Cano Air Base. 